# Lijst van voetbalinterlands Brazilië - Paraguay
Deze lijst van voetbalinterlands is een overzicht van alle officiële voetbalwedstrijden tussen de nationale teams van Brazilië en Paraguay. De Zuid-Amerikaanse landen speelden tot op heden 85 keer tegen elkaar. De eerste ontmoeting, een wedstrijd tijdens de strijd om de Copa América 1921, werd gespeeld in Buenos Aires (Argentinië) op 12 oktober 1921. Het laatste duel, een kwalificatiewedstrijd voor het Wereldkampioenschap voetbal 2026, vond plaats op 10 juni 2025 in São Paulo.

## Wedstrijden
| №  | Plaats         | Datum             | Competitie           | Wedstrijd           | Uitslag |
| -- | -------------- | ----------------- | -------------------- | ------------------- | ------- |
| 1  | Buenos Aires   | 12 oktober 1921   | Copa América 1921    | Brazilië − Paraguay | 3 − 0   |
| 2  | Rio de Janeiro | 24 september 1922 | Copa América 1922    | Brazilië − Paraguay | 1 − 1   |
| 3  | Rio de Janeiro | 22 oktober 1922   | Copa América 1922    | Brazilië − Paraguay | 3 − 0   |
| 4  | Rio de Janeiro | 29 oktober 1922   | Vriendschappelijk    | Brazilië − Paraguay | 3 − 1   |
| 5  | Montevideo     | 11 november 1923  | Copa América 1923    | Paraguay − Brazilië | 1 − 0   |
| 6  | Montevideo     | 22 november 1923  | Vriendschappelijk    | Paraguay − Brazilië | 0 − 2   |
| 7  | Buenos Aires   | 6 december 1925   | Copa América 1925    | Brazilië − Paraguay | 5 − 2   |
| 8  | Buenos Aires   | 17 december 1925  | Copa América 1925    | Brazilië − Paraguay | 3 − 1   |
| 9  | Buenos Aires   | 13 januari 1937   | Copa América 1937    | Brazilië − Paraguay | 5 − 0   |
| 10 | Montevideo     | 5 februari 1942   | Copa América 1942    | Brazilië − Paraguay | 1 − 1   |
| 11 | Buenos Aires   | 29 januari 1946   | Copa América 1946    | Brazilië − Paraguay | 1 − 1   |
| 12 | Rio de Janeiro | 8 mei 1949        | Copa América 1949    | Brazilië − Paraguay | 1 − 2   |
| 13 | Rio de Janeiro | 11 mei 1949       | Copa América 1949    | Brazilië − Paraguay | 7 − 0   |
| 14 | Rio de Janeiro | 7 mei 1950        | Vriendschappelijk    | Brazilië − Paraguay | 2 − 0   |
| 15 | São Paulo      | 13 mei 1950       | Vriendschappelijk    | Brazilië − Paraguay | 3 − 3   |
| 16 | Lima           | 27 maart 1953     | Copa América 1953    | Paraguay − Brazilië | 2 − 1   |
| 17 | Lima           | 1 april 1953      | Copa América 1953    | Paraguay − Brazilië | 3 − 2   |
| 18 | Asunción       | 7 maart 1954      | WK 1954 kwalificatie | Paraguay − Brazilië | 0 − 1   |
| 19 | Rio de Janeiro | 21 april 1954     | WK 1954 kwalificatie | Brazilië − Paraguay | 4 − 1   |
| 20 | Rio de Janeiro | 13 november 1955  | Vriendschappelijk    | Brazilië − Paraguay | 3 − 0   |
| 21 | Rio de Janeiro | 17 november 1955  | Vriendschappelijk    | Brazilië − Paraguay | 3 − 3   |
| 22 | Montevideo     | 29 januari 1956   | Copa América 1956    | Brazilië − Paraguay | 0 − 0   |
| 23 | Asunción       | 12 juni 1956      | Vriendschappelijk    | Paraguay − Brazilië | 0 − 2   |
| 24 | Asunción       | 17 juni 1956      | Vriendschappelijk    | Paraguay − Brazilië | 2 − 5   |
| 25 | Rio de Janeiro | 4 mei 1958        | Vriendschappelijk    | Brazilië − Paraguay | 5 − 1   |
| 26 | São Paulo      | 7 mei 1958        | Vriendschappelijk    | Brazilië − Paraguay | 0 − 0   |
| 27 | Buenos Aires   | 29 maart 1959     | Copa América 1959    | Brazilië − Paraguay | 4 − 1   |
| 28 | Guayaquil      | 5 december 1959   | Copa América 1959    | Brazilië − Paraguay | 3 − 2   |
| 29 | Asunción       | 3 juli 1960       | Vriendschappelijk    | Paraguay − Brazilië | 1 − 2   |
| 30 | Asunción       | 30 april 1961     | Vriendschappelijk    | Paraguay − Brazilië | 0 − 2   |
| 31 | Asunción       | 3 mei 1961        | Vriendschappelijk    | Paraguay − Brazilië | 2 − 3   |
| 32 | Rio de Janeiro | 29 juni 1961      | Vriendschappelijk    | Brazilië − Paraguay | 3 − 2   |
| 33 | Rio de Janeiro | 21 april 1962     | Vriendschappelijk    | Brazilië − Paraguay | 6 − 0   |
| 34 | São Paulo      | 24 april 1962     | Vriendschappelijk    | Brazilië − Paraguay | 4 − 0   |
| 35 | Asunción       | 3 maart 1963      | Vriendschappelijk    | Paraguay − Brazilië | 2 − 2   |
| 36 | La Paz         | 17 maart 1963     | Copa América 1963    | Paraguay − Brazilië | 2 − 0   |
| 37 | Asunción       | 25 juli 1968      | Vriendschappelijk    | Paraguay − Brazilië | 0 − 4   |
| 38 | Asunción       | 28 juli 1968      | Vriendschappelijk    | Paraguay − Brazilië | 1 − 0   |
| 39 | Asunción       | 17 augustus 1969  | WK 1970 kwalificatie | Paraguay − Brazilië | 0 − 3   |
| 40 | Rio de Janeiro | 31 augustus 1969  | WK 1970 kwalificatie | Brazilië − Paraguay | 1 − 0   |
| 41 | Rio de Janeiro | 12 april 1970     | Vriendschappelijk    | Brazilië − Paraguay | 0 − 0   |
| 42 | Rio de Janeiro | 24 juli 1971      | Vriendschappelijk    | Brazilië − Paraguay | 1 − 0   |
| 43 | Porto Alegre   | 26 april 1972     | Vriendschappelijk    | Brazilië − Paraguay | 3 − 2   |
| 44 | Rio de Janeiro | 12 mei 1974       | Vriendschappelijk    | Brazilië − Paraguay | 2 − 0   |
| 45 | Asunción       | 7 april 1976      | Vriendschappelijk    | Paraguay − Brazilië | 1 − 1   |
| 46 | Rio de Janeiro | 9 juni 1976       | Vriendschappelijk    | Brazilië − Paraguay | 3 − 1   |
| 47 | Asunción       | 13 maart 1977     | WK 1978 kwalificatie | Paraguay − Brazilië | 0 − 1   |
| 48 | Rio de Janeiro | 20 maart 1977     | WK 1978 kwalificatie | Brazilië − Paraguay | 1 − 1   |
| 49 | Rio de Janeiro | 17 mei 1979       | Vriendschappelijk    | Brazilië − Paraguay | 6 − 0   |
| 50 | Asunción       | 24 oktober 1979   | Copa América 1979    | Paraguay − Brazilië | 2 − 1   |
| 51 | Rio de Janeiro | 31 oktober 1979   | Copa América 1979    | Brazilië − Paraguay | 2 − 2   |
| 52 | Asunción       | 25 september 1980 | Vriendschappelijk    | Paraguay − Brazilië | 1 − 2   |
| 53 | Goiânia        | 30 oktober 1980   | Vriendschappelijk    | Brazilië − Paraguay | 6 − 0   |
| 54 | Asunción       | 13 oktober 1983   | Vriendschappelijk    | Paraguay − Brazilië | 1 − 1   |
| 55 | Uberlândia     | 20 oktober 1983   | Vriendschappelijk    | Brazilië − Paraguay | 0 − 0   |
| 56 | Asunción       | 16 juni 1985      | WK 1986 kwalificatie | Paraguay − Brazilië | 0 − 2   |
| 57 | Rio de Janeiro | 23 juni 1985      | WK 1986 kwalificatie | Brazilië − Paraguay | 1 − 1   |
| 58 | Porto Alegre   | 25 juni 1987      | Vriendschappelijk    | Brazilië − Paraguay | 1 − 0   |
| 59 | Teresina       | 12 april 1989     | Vriendschappelijk    | Brazilië − Paraguay | 2 − 0   |
| 60 | Recife         | 9 juli 1989       | Copa América 1989    | Brazilië − Paraguay | 2 − 0   |
| 61 | Rio de Janeiro | 12 juli 1989      | Copa América 1989    | Paraguay − Brazilië | 0 − 3   |
| 62 | Campo Grande   | 27 februari 1991  | Vriendschappelijk    | Brazilië − Paraguay | 1 − 1   |
| 63 | Cuenca         | 25 juni 1993      | Copa América 1993    | Brazilië − Paraguay | 3 − 0   |
| 64 | Rio de Janeiro | 14 juli 1993      | Vriendschappelijk    | Brazilië − Paraguay | 2 − 0   |
| 65 | Santa Cruz     | 22 juni 1997      | Copa América 1997    | Brazilië − Paraguay | 2 − 0   |
| 66 | Asunción       | 19 juli 2000      | WK 2002 kwalificatie | Paraguay − Brazilië | 2 − 1   |
| 67 | Cali           | 19 juli 2001      | Copa América 2001    | Brazilië − Paraguay | 3 − 1   |
| 68 | Porto Alegre   | 16 augustus 2001  | WK 2002 kwalificatie | Brazilië − Paraguay | 2 − 0   |
| 69 | Fortaleza      | 21 augustus 2002  | Vriendschappelijk    | Brazilië − Paraguay | 0 − 1   |
| 70 | Asunción       | 1 april 2004      | WK 2006 kwalificatie | Paraguay − Brazilië | 0 − 0   |
| 71 | Arequipa       | 15 juli 2004      | Copa América 2004    | Brazilië − Paraguay | 1 − 2   |
| 72 | Porto Alegre   | 5 juni 2005       | WK 2006 kwalificatie | Brazilië − Paraguay | 4 − 1   |
| 73 | Asunción       | 15 juni 2008      | WK 2010 kwalificatie | Paraguay − Brazilië | 2 − 0   |
| 74 | Recife         | 11 juni 2009      | WK 2010 kwalificatie | Brazilië − Paraguay | 2 − 1   |
| 75 | Córdoba        | 9 juli 2011       | Copa América 2011    | Brazilië − Paraguay | 2 − 2   |
| 76 | La Plata       | 17 juli 2011      | Copa América 2011    | Brazilië − Paraguay | 0 − 0   |
| 77 | Concepción     | 27 juni 2015      | Copa América 2015    | Brazilië − Paraguay | 1 − 1   |
| 78 | Asunción       | 30 maart 2016     | WK 2018 kwalificatie | Paraguay − Brazilië | 2 − 2   |
| 79 | São Paulo      | 29 maart 2017     | WK 2018 kwalificatie | Brazilië − Paraguay | 3 − 0   |
| 80 | Porto Alegre   | 27 juni 2019      | Copa América 2019    | Brazilië − Paraguay | 0 − 0   |
| 81 | Asunción       | 8 juni 2021       | WK 2022 kwalificatie | Paraguay − Brazilië | 0 − 2   |
| 82 | Belo Horizonte | 1 februari 2022   | WK 2022 kwalificatie | Brazilië – Paraguay | 4 – 0   |
| 83 | Paradise       | 28 juni 2024      | Copa América 2024    | Paraguay − Brazilië | 1 − 4   |
| 84 | Asunción       | 10 september 2024 | WK 2026 kwalificatie | Paraguay − Brazilië | 1 − 0   |
| 85 | São Paulo      | 10 juni 2025      | WK 2026 kwalificatie | Brazilië − Paraguay | 1 − 0   |

## Samenvatting
| Competitie        | Totaal gespeeld | Winst Brazilië | Gelijk | Winst Paraguay | Doelsaldo Brazilië – Paraguay |
| ----------------- | --------------- | -------------- | ------ | -------------- | ----------------------------- |
| WK-kwalificatie   | 20              | 13             | 4      | 3              | 35 − 12                       |
| Copa América      | 32              | 14             | 11     | 7              | 65 − 32                       |
| Vriendschappelijk | 33              | 24             | 7      | 2              | 84 – 25                       |
| Totaal            | 85              | 51             | 22     | 12             | 184 – 69                      |

Wedstrijden bepaald door strafschoppen worden, in lijn met de FIFA, als een gelijkspel gerekend.

## Details

### Derde ontmoeting
| Finale Copa América 1922 (Estadio das Laranjeiras, Rio de Janeiro, 22 oktober 1922): |              | |
| Brazilië | 3 – 0        | Paraguay |
| Neco 11' Formiga 48', 89' | goals        | |
| A.A. de Morães e Castro Laís | bondscoach   | Manuel Fleitas Solich |
| Júlio Kuntz Luís Bento Palamone Bartholomeu Gugani Bartô A.A. de Morães e Castro Laís Barbuy Amílcar Agostinho Fortes Xavier Camargo Formiga Neco Héitor Domingues Altino Marcondes Tatú Raphael Rodrigues | opstellingen | Modesto Denis Ramón González Venancio Paredes Centurión Miranda Manuel Fleitas Solich Isidoro Benítez Casco Daniel Schaerer Luciano Capdevila Ildefonso López Gerardo Rivas Luis Fretes |
| - Brazilië werd voor de tweede keer kampioen van Zuid-Amerika. |              | |